# Roma Volley Club 2020-2021 (femminile)
Questa voce raccoglie le informazioni riguardanti la Roma Volley Club nelle competizioni ufficiali della stagione 2020-2021.

## Organigramma societario
Area direttiva
- Presidente: Pietro Mele

Area tecnica
- Allenatore: Luca Cristofani
- Allenatore in seconda: Andrea Mafrici

## Rosa
| N° | Nome              | Ruolo | Data di nascita  | Squadra |
| -- | ----------------- | ----- | ---------------- | ------- |
| 1  | Anna Adelusi      | S     | 10 giugno 2003   | Italia  |
| 3  | Giulia Bucci      | L     | 8 maggio 2002    | Italia  |
| 4  | Roberta Purashaj  | P     | 4 gennaio 2003   | Italia  |
| 5  | Ilaria Spirito    | L     | 20 febbraio 1994 | Italia  |
| 6  | Gaia Guiducci     | P     | 9 marzo 2002     | Italia  |
| 7  | Claudia Consoli   | C     | 4 febbraio 2002  | Italia  |
| 9  | Valeria Papa      | S     | 9 settembre 1989 | Italia  |
| 10 | Linda Giugovaz    | S     | 22 luglio 2000   | Italia  |
| 12 | Alessia Arciprete | S     | 6 settembre 1997 | Italia  |
| 13 | Asia Cogliandro   | C     | 12 gennaio 1996  | Italia  |
| 15 | Sofia Rebora      | C     | 23 febbraio 1993 | Italia  |
| 17 | Clara Decortes    | O     | 7 marzo 1996     | Italia  |
| 18 | Bintu Diop        | O     | 2 marzo 2002     | Italia  |

## Risultati

### Serie A2

#### Girone di andata
| 1ª giornata - 20 settembre 2020 PalaFonte, Roma               | Roma Club  | 3 - 1 | Pinerolo         | 18-25, 25-14, 25-22, 25-18 |
| 2ª giornata - 27 settembre 2020 PalaBellina, Marsala          | Marsala    | 1 - 3 | Roma Club        | 24-26, 25-22, 19-25, 21-25 |
| 3ª giornata - 4 ottobre 2020 PalaFonte, Roma                  | Roma Club  | 3 - 0 | Academy Sassuolo | 25-17, 25-22, 25-23        |
| 4ª giornata - 11 ottobre 2020 PalaManera, Mondovì             | Mondovì    | 3 - 1 | Roma Club        | 25-23, 25-21, 21-25, 25-22 |
| 5ª giornata - 14 ottobre 2020 PalaRuffini, Torino             | CUS Torino | 1 - 3 | Roma Club        | 19-25, 25-19, 21-25, 26-28 |
| 6ª giornata - 18 ottobre 2020 PalaFonte, Roma                 | Roma Club  | 3 - 1 | Futura Giovani   | 11-25, 25-19, 25-18, 25-17 |
| 7ª giornata - 4 gennaio 2021 PalaFonte, Roma                  | Roma Club  | 3 - 1 | Montale          | 23-25, 25-16, 25-20, 25-16 |
| 8ª giornata - 13 gennaio 2021 Palestra Comunale, Golfo Aranci | Hermaea    | 1 - 3 | Roma Club        | 11-25, 28-26, 15-25, 14-25 |
| 9ª giornata - 8 dicembre 2020 PalaFonte, Roma                 | Roma Club  | 3 - 0 | Club Italia      | 25-17, 25-21, 25-20        |

#### Girone di ritorno
| 10ª giornata - 28 febbraio 2021 Palazzetto dello sport, Pinerolo        | Pinerolo         | 3 - 2 | Roma Club  | 26-24, 25-19, 19-25, 25-27, 15-11 |
| 11ª giornata - 23 novembre 2020 PalaFonte, Roma                         | Roma Club        | 3 - 1 | Marsala    | 25-21, 20-25, 25-19, 25-20        |
| 12ª giornata - 29 novembre 2020 Palestra Santissima Consolata, Sassuolo | Academy Sassuolo | 3 - 1 | Roma Club  | 25-17, 25-22, 22-25, 25-21        |
| 13ª giornata - 5 dicembre 2020 PalaFonte, Roma                          | Roma Club        | 2 - 3 | Mondovì    | 25-14, 25-20, 22-25, 15-25, 9-15  |
| 14ª giornata - 9 gennaio 2021 PalaFonte, Roma                           | Roma Club        | 3 - 0 | CUS Torino | 25-23, 25-13, 25-18               |
| 15ª giornata - 12 dicembre 2020 Palazzetto San Luigi, Busto Arsizio     | Futura Giovani   | 0 - 3 | Roma Club  | 26-28, 21-25, 19-25               |
| 16ª giornata - 20 dicembre 2020 Palestra Magagni, Castelnuovo Rangone   | Montale          | 0 - 3 | Roma Club  | 17-25, 22-25, 24-26               |
| 17ª giornata - 17 gennaio 2021 PalaFonte, Roma                          | Roma Club        | 3 - 1 | Hermaea    | 25-18, 28-30, 25-20, 25-12        |
| 18ª giornata - 24 gennaio 2021 Centro Pavesi, Milano                    | Club Italia      | 0 - 3 | Roma Club  | 20-25, 24-26, 25-27               |

### Pool promozione

#### Girone di andata
| 1ª giornata - 02 maggio 2021 PalaCesari, Cutrofiano                           | Cutrofiano       | 0 - 3 | Roma Club  | 12-25, 23-25, 12-25        |
| 2ª giornata - 7 marzo 2021 PalaFonte, Roma                                    | Roma Club        | 3 - 0 | Soverato   | 25-22, 25-21, 25-22        |
| 3ª giornata - 7 maggio 2021 Palazzetto dello Sport, San Giovanni in Marignano | Adolfo Consolini | 0 - 3 | Roma Club  | 20-25, 20-25, 23-25        |
| 4ª giornata - 14 aprile 2021 PalaFonte, Roma                                  | Roma Club        | 3 - 0 | Megavolley | 27-25, 25-17, 25-20        |
| 5ª giornata - 21 marzo 2021 PalaFontescodella, Macerata                       | Helvia Recina    | 3 - 1 | Roma Club  | 26-24, 25-14, 20-25, 25-13 |

#### Girone di ritorno
| 6ª giornata - 27 marzo 2021 PalaFonte, Roma           | Roma Club  | 3 - 0 | Cutrofiano       | 25-18, 25-17, 25-22              |
| 7ª giornata - 3 aprile 2021 PalaScoppa, Soverato      | Soverato   | 0 - 3 | Roma Club        | 23-25, 21-25, 21-25              |
| 8ª giornata - 10 aprile 2021 PalaFonte, Roma          | Roma Club  | 3 - 0 | Adolfo Consolini | 25-13, 25-19, 25-16              |
| 9ª giornata - 18 aprile 2021 PalaDionigi, Vallefoglia | Megavolley | 3 - 0 | Roma Club        | 25-20, 25-15, 25-15              |
| 10ª giornata - 25 aprile 2021 PalaFonte, Roma         | Roma Club  | 3 - 2 | Helvia Recina    | 16-25, 25-21, 20-25, 25-16, 15-9 |

### Coppa Italia di Serie A2
| Quarti di finale - 3 marzo 2021 PalaFonte, Roma | Roma Club | 2 - 3 | Helvia Recina | 25-21, 25-20, 23-25, 21-25, 12-15 |